# Jan Jermář
Jan Jermář (* 12. April 2000 in Nový Jičín) ist ein tschechischer Tennisspieler.

## Karriere
Jermář spielte zwischen 2015 und 2018 auf der ITF Junior Tour. Dort gewann er drei Titel im Doppel bei niedrig dotierten Turnieren. In der Junioren-Rangliste erreichte er mit Platz 381 seine höchste Notierung.
Bei den Profis spielte Jermář 2018 seine ersten Matches. Während er im Einzel erst 2024 seinen ersten Punkt für die Tennisweltrangliste erspielte, gewann er im Doppel 2022 seinen ersten Titel auf der ITF Future Tour und schloss das Jahr erstmals in den Top 1000 ab. 2024 folgten fünf weitere Doppeltitel, sodass er bis Jahresende auf Platz 435 aufstieg und erstmals an Turnieren der ATP Challenger Tour teilnehmen konnte. Er gewann zwei weitere Futures Anfang 2025, bevor er beim Challenger auf Kreta erstmals das Halbfinale erreichte. Im April gewann Jermář mit dem Serben Stefan Latinović den Challenger in Ostrava und stieg damit auf sein Karrierehoch von Rang 249.

## Erfolge
| Legende (Anzahl der Siege) |
| Grand Slam                 |
| ATP Finals                 |
| ATP Tour Masters 1000      |
| ATP Tour 500               |
| ATP Tour 250               |
| ATP Challenger Tour (1)    |

### Doppel

#### Turniersiege
| Nr. | Datum       | Turnier | Belag | Partner          | Finalgegner              | Ergebnis |
| --- | ----------- | ------- | ----- | ---------------- | ------------------------ | -------- |
| 1.  | 4. Mai 2025 | Ostrava | Sand  | Stefan Latinović | Finn Reynolds James Watt | 7:5, 6:3 |